# Ligue de Constantine de Football Association
La Ligue Constantinoise de Football Association, appelée également Ligue de Constantine de football était une organisation de football en Algérie à l'époque coloniale française. Elle est créée en 1922 dans le but de développer le football dans le département de Constantine. Elle change de titre en 1959, pour devenir la Ligue de football de l'Est algérien. Finalement, elle cessera toutes activités en 1962 après la fin de la Guerre d'Algérie qui consacra l'indépendance de l'Algérie et qui entraîna l'exode massif des colons vers la France signifiant l'abandon des clubs sportifs dirigés par les « colons » ainsi que leurs structures.
Affiliée à la Fédération française de football avec quatre autres ligues d'Afrique du Nord que sont les ligues : d'Alger, d'Oran, de Tunisie et du Maroc ; la Ligue de Constantine possédait donc comme ses quatre consœurs le statut de « ligue » ou « championnat » amateur, et possédait quatre divisions.
Ces ligues représentaient donc les principales régions de football en Afrique du Nord issues du découpage de l'administration coloniale française. Elles étaient très structurées et très hiérarchisées et organisaient des compétitions pour toutes les catégories d'âges en plus d'une dite « corporative » (catégorie ou championnat « corporative », ou entreprise), dont le plus haut niveau était appelé Division d'Honneur.

## Histoire

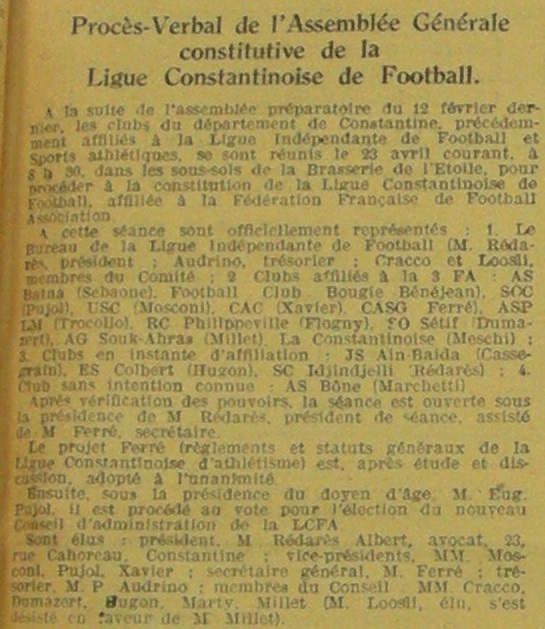
extrait de l'Officiel de la FFFA du 5 mai 1922.

La Ligue constantinoise de football association est fondée le 23 avril 1922, à Constantine. Elle fait suite à la Ligue Indépendante de football et sports athlétiques crée quelque temps auparavant. À sa création, treize clubs sont déjà affilié : l’US constantinoise, le RC philippevillois, l’AG de Souk-Ahras, La Constantinoise, l’AS du PLM, le CA des cheminots, le FC bougiote, le SO sétifien, le SC constantinois, le CC philippevillois, l’AS et PM à Batna, l’Avenir colliotte et le CASG à Constantine. Plusieurs sont en instance d’affiliation, et beaucoup suivront. Le premier président est M. Rédarès.
À partir de 1958, La ligue demande à changer de nom, mais cela n'intervient qu'après le Conseil national du 7 février 1959, elle devient alors la Ligue de football de l'Est algérien.

## Bulletin d'information

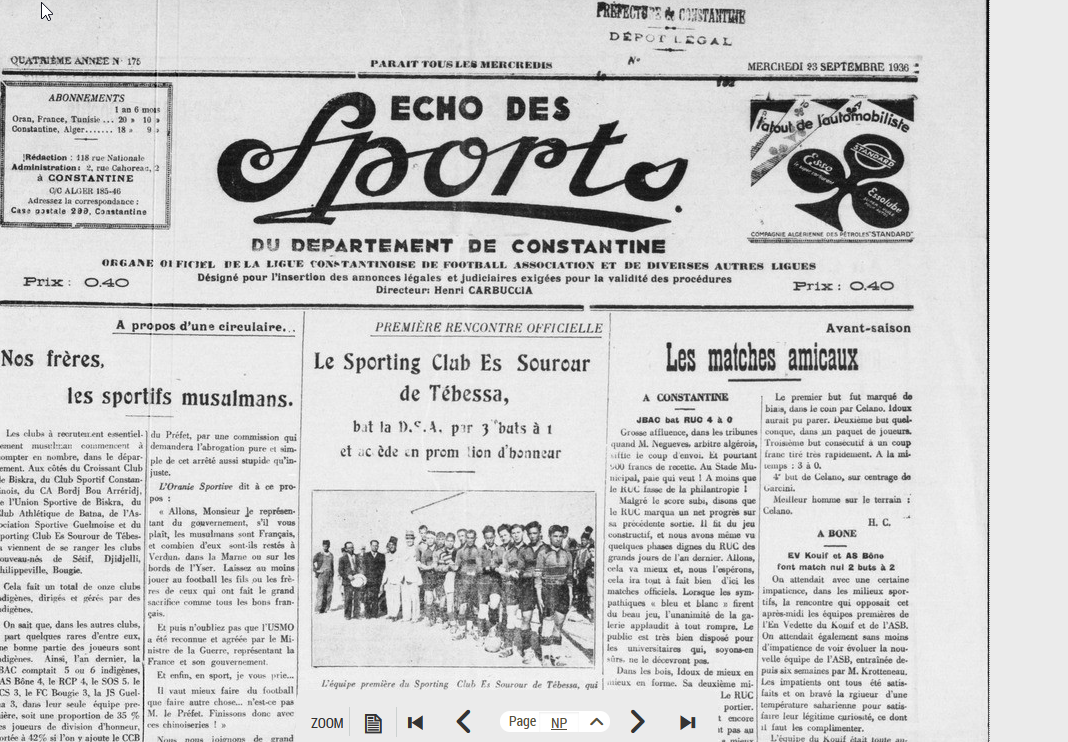
1re page d'un exemplaire de l'hebdomadaire Écho des sports du département de Constantine (aujourd'hui disparu), organe officiel de la Ligue Constantinoise de Football Association et diverses autres ligue, no 175, daté du mercredi 23 septembre 1936.

La Ligue de Constantine de Football Association possédait son propre organe de diffusion, un journal sobrement appelé Constantine Football. Contrairement aux bulletins d'informations des autres ligues, celui de Constantine faisait partie d'un bulletin beaucoup plus large appelé Écho des sports du Département de Constantine et avait pour sous-titre Organe officiel de la Ligue Constantinoise de Football Association et de diverses autres ligues. Il existait également d'autres organes de diffusions similaires dans les autres ligues régionales de football (Oran, Alger, Maroc et Tunisie).
Cet organe de diffusion paraissait à un rythme hebdomadaire chaque mardi dans le journal l'Écho des sports du département de Constantine. Dedans étaient retranscris tous les résultats des compétitions de toutes les divisions de la Ligue constantinoise (commission des compétitions coupes et championnats). Il y avait également les résultats sportifs des compétitions de jeunes (commission des jeunes), du championnat corporatiste (commission corporative), des sélections régionales (équipes junior et senior de Constantine) ainsi que des compétitions inter-régionales comme le Championnat d'Afrique du Nord de football et la Coupe d'Afrique du Nord de football (que l'on pouvait suivre aussi dans l'organe de l'Union des ligues nord-africaines de football).

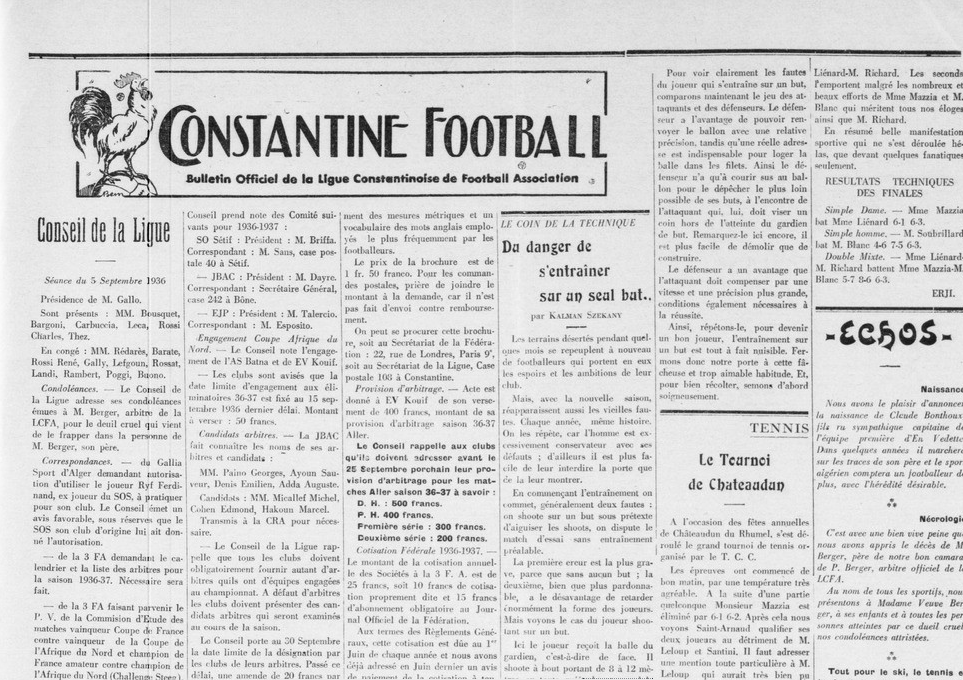
"Constantine Football", l'organe officiel de la Ligue Constantinoise de Football Association, dans "l’Écho des sports du Département de Constantine" no 175, daté du mercredi 23 septembre 1936.

On y retrouvait également toutes les décisions du Bureau de la Ligue, de la commission technique, de la commission des finances pour l'aspect financier, de la commission de discipline pour les avertissements et les convocations, de la commission de l'arbitrage pour la désignation des arbitres, de la commission des terrains et de la commission des licences pour les différentes « mutations » (les transferts de l'époque), de la commission médicale pour les surclassements de catégories.
Lorsque les clubs tunisiens et marocains se retirèrent des compétitions sportives françaises, les trois ligues algériennes de football que sont les Ligues d'Oranie, d'Alger et de Constantine, se rassemblèrent pour former l'Union des ligues algériennes de football. À la création de cette nouvelle ligue, il fut décidé qu'un organe officiel serait également édité pour retranscrire les résultats sportifs des compétitions sportives nouvellement créées (Coupe d'Algérie (époque coloniale) et Championnat d'Algérie CFA) dont cette ligue en avait la charge, sous la tutelle de la FFF. Toutefois, les ligues régionales historiques (Alger, Oran et Constantine) gardèrent leurs statuts de ligue régionale en continuant d'organiser les compétitions des niveaux inférieurs. Celles-ci conservèrent également leurs organes de diffusions qui restèrent actives jusqu'à l'indépendance. Le dernier numéro de cet hebdomadaire fut le no 1606, il parut un vendredi 2 février 1962. Il sera remplacé par l'organe officiel de la Fédération algérienne de football appelé Algérie Football, conçu de la même manière qu'Alger Football et dont le premier numéro paraîtra un samedi 5 janvier 1963.

## Palmarès de la Ligue de Constantine
- Championnat (Division d'Honneur Est)[8]:

| Saison                                | Champion          | Vice-champion    | Troisième         | Troisième                |
| ------------------------------------- | ----------------- | ---------------- | ----------------- | ------------------------ |
| 1919-1920                             | RC Philippeville  |                  |                   |                          |
| 1920-1921                             | US Constantine    |                  |                   |                          |
| 1921-1922                             | RC Philippeville  |                  |                   |                          |
| 1922-1923                             | AS Bône           |                  |                   |                          |
| 1923-1924                             | US Constantine    |                  |                   |                          |
| 1924-1925                             | US Constantine    |                  |                   |                          |
| 1925-1926                             | US Constantine    |                  |                   |                          |
| 1926-1927                             | EJ Philippeville  |                  |                   |                          |
| 1927-1928                             | RC Philippeville  |                  |                   |                          |
| 1928-1929                             | SO Sétif          |                  |                   |                          |
| 1929-1930                             | AS Bône           |                  |                   |                          |
| 1930-1931                             | SO Sétif          |                  |                   |                          |
| 1931-1932                             | RC Philippeville  |                  |                   |                          |
| 1932-1933,                            | JS Guelma         | RC Philippeville | FC Bougie         | FC Bougie                |
| 1933-1934                             | JS Guelma         | SC Sétif         | FC Bougie         | FC Bougie                |
| 1934-1935                             | JS Guelma         | SC Sétif         | AS Bône           | AS Bône                  |
| 1935-1936                             | RU Constantine    | En Vedette Kouif | AS Bône           | AS Bône                  |
| 1936-1937                             | JBAC Bône         | RC Philippeville | AS Bône           | AS Bône                  |
| 1937-1938                             | JBAC Bône         | En Vedette Kouif | EJ Philippeville  | EJ Philippeville         |
| 1938-1939                             | JBAC Bône         | AS Bône          | En Vedette Kouif  | En Vedette Kouif         |
| 1939-1940*                            |                   |                  |                   |                          |
| 1940-1941*                            | JBAC Bône         | JS Djidjelli     | CS Constantine    | AS Batna                 |
| 1941-1942                             | JBAC Bône         |                  |                   |                          |
| 1942-1943                             | Non Joué          | Non Joué         | Non Joué          | Non Joué                 |
| 1943-1944*                            | ?                 |                  |                   |                          |
| 1944-1945*                            | USM Bône          |                  |                   |                          |
| 1945-1946*                            | USMF Sétif        |                  |                   |                          |
| 1946-1947                             | JS Djidjelli      | USM Bône         |                   |                          |
| 1947-1948                             | USM Bône          | JS Djidjelli     | MO Constantine    | MO Constantine           |
| 1948-1949                             | MO Constantine    | AS Bône          |                   |                          |
| 1949-1950                             | AS Bône           | USMF Sétif       | JS Djidjelli      | JS Djidjelli             |
| 1950-1951                             | USMF Sétif        | RC Philippeville | AS Bône           | AS Bône                  |
| 1951-1952                             | ESFM Guelma       | EJ Philippeville | JS Djijel         | JSM Philippeville        |
| 1952-1953                             | JSM Philippeville | AS Bône          | ESFM Guelma       | ESFM Guelma              |
| 1953-1954                             | ESFM Guelma       |                  |                   |                          |
| 1954-1955                             | ESFM Guelma       | MO Constantine   | JSM Philippeville | AS Bône et USM Khenchela |
| 1955-1956                             | Non Joué          | Non Joué         | Non Joué          | Non Joué                 |
| Arrêt d'activités des clubs musulmans |                   |                  |                   |                          |
| 1956-1957                             | AS Bône           |                  |                   |                          |
| 1957-1958                             | AS Bône           |                  |                   |                          |
| 1958-1959                             | AS Bône           |                  |                   |                          |
| 1959-1960                             |                   |                  |                   |                          |
| 1960-1961                             |                   |                  |                   |                          |
| 1961-1962                             | Saison inachevée  | Saison inachevée | Saison inachevée  | Saison inachevée         |

* Pas de Ligue de Constantine de 1939 à 1940 et de 1943 à 1946 pour cause de la Seconde Guerre mondiale. Un Critérium de Guerre est organisé à la place qui apparemment est compté avec la Ligue de Constantine.

### Par club
Le tableau suivant liste les clubs vainqueurs du championnat et, pour chaque club, le nombre de titre(s) remporté(s) et les années correspondantes par ordre chronologique.
| Rang | Clubs             | Titre(s) | Année(s)                      |
| ---- | ----------------- | -------- | ----------------------------- |
| 1    | AS Bône           | 6        | 1923,1930,1950,1957,1958,1959 |
| 2    | JBAC Bône         | 5        | 1937,1938,1939,1941,1942      |
| 3    | US Constantine    | 4        | 1921,1924,1925,1926           |
| 3    | RC Philippeville  | 4        | 1920,1922,1928,1932           |
| 5    | ESFM Guelma       | 3        | 1952,1954,1955                |
| 6    | JS Guelma         | 3        | 1933,1934,1935                |
| 7    | SO Setif          | 2        | 1929,1931                     |
| 8    | USFM Setif        | 2        | 1946,1952                     |
| 8    | USM Bône          | 2        | 1945,1948                     |
| 9    | EJ Philippeville  | 1        | 1927                          |
| 9    | RU Constantine    | 1        | 1936                          |
| 9    | JS Djidjelli      | 1        | 1947                          |
| 9    | MO Constantine    | 1        | 1949                          |
| 9    | JSM Philippeville | 1        | 1953                          |

### Par ville
| Villes      | Titres | Clubs champions                                                   |
| ----------- | ------ | ----------------------------------------------------------------- |
| Annaba      | 13     | AS Bône (6), JBAC Bône (5) , USM Bône (2)                         |
| Constantine | 6      | US Constantine (4), RU Constantine (1), MO Constantine (1)        |
| Skikda      | 6      | RC Phillipeville (4), EJ Philippeville (1), JSM Philippeville (1) |
| Guelma      | 6      | ESFM Guelma (3), JS Guelma (3)                                    |
| Sétif       | 4      | USFM Setif (2), SO Setif (2)                                      |
| Jijel       | 1      | JS Djidjelli (1)                                                  |